# Пригодський Антон Вікентійович
Анто́н Віке́нтійович Пригодський (17 березня 1950, с. Зелениця, Ємільчинський район, Житомирська область — 22 листопада 2022) — український політик, член президії Політради Партії Регіонів.
Антон Пригодський більше відомий як давній товариш із полювання та гольфу Віктора Януковича і «сірий кардинал» ПР.

## Біографія
Сімейний стан: дружина Тетяна Володимирівна (1960); син Віталій (1973) — генеральний директор ТОВ «Торговий дім „Мосагродон“»; син Антон (1996).
Освіта: Харківський інститут інженерів залізничного транспорту (1979). інженер-будівельник, «Промислове і цивільне будівництво».

### Робота
З 1970 — майстер будівельної дільниці шахтобудівельного управління, з 1976 — головний інженер, з 1980 — заступник керівника, 1984—1990 — начальник шахтобудівного управління, трест «Макіївшахтобуд». 1991—1996 — керівник проєктно-будівельного підприємства «Моноліт». 1996—2004 — генеральний директор ТОВ «Емброл Україна Лтд». У 1997 «Емброл Україна Лтд» виступає співзасновником «Лемтранс». З 2001 — президент, корпорація «Міжрегіональний промисловий союз».

Могила Антона Пригодського, Байкове кладовище

Нагороджений медаллю «10 років Незалежності України» (2001).
Депутат Донецької облради (2002—2006), голова комісії з питань промисловості, транспорту та зв'язку.
Народний депутат України 5-го скликання 04.2006-11.2007 від Партії регіонів, № 21 в списку. На час виборів: президент корпорації «Міжрегіональний промисловий союз», член ПР. Член фракції Партії регіонів (з 05.2006). Голова Комітету з питань транспорту і зв'язку (з 07.2006).
Народний депутат України 6-го скликання 11.2007-12.2012 від Партії регіонів, № 21 в списку. На час виборів: народний депутат України, член ПР. Член фракції Партії регіонів (з 11.2007). Член Комітету з питань транспорту і зв'язку (з 12.2007).
Народний депутат України 7-го скликання з 12.2012 від Партії регіонів, № 53 в списку. На час виборів: народний депутат Україна, член ПР. Член фракції Партії регіонів (з 12.2012). Член Комітету з питань транспорту і зв'язку (з 12.2012).
Після подій Революції гідності про життя Пригодського майже нічого не відомо, останнє інтерв'ю журналістам він дав ще у 2014-му році. Помер 22 листопада 2022 року. Похований у колумбарії Байкового кладовища, біля центрального входу (50°24′56.7″ пн. ш. 30°30′17.92″ сх. д. / 50.415750° пн. ш. 30.5049778° сх. д.).